# Tutto con te
Tutto con te è un singolo del cantautore italiano Olly e del produttore discografico italiano Jvli, pubblicato il 9 giugno 2023.

## Descrizione
Il brano, scritto dallo stesso Olly, è prodotto da Julien Boverod, in arte Jvli, ed Enrico Brun.

## Video musicale
Il video musicale, diretto da Amedeo Zancanella, è stato pubblicato in concomitanza all'uscita del brano attraverso il canale YouTube di Olly.

## Tracce
Testi di Federico Olivieri, musiche di Julien Boverod.
1. Tutto con te – 2:38